# 1613 Smiley
1613 Smiley (1950 SD) là một tiểu hành tinh vành đai chính được phát hiện ngày 16 tháng 9 năm 1950 bởi S. Arend ở Uccle.